# 지미 로저스 (컨트리 가수)

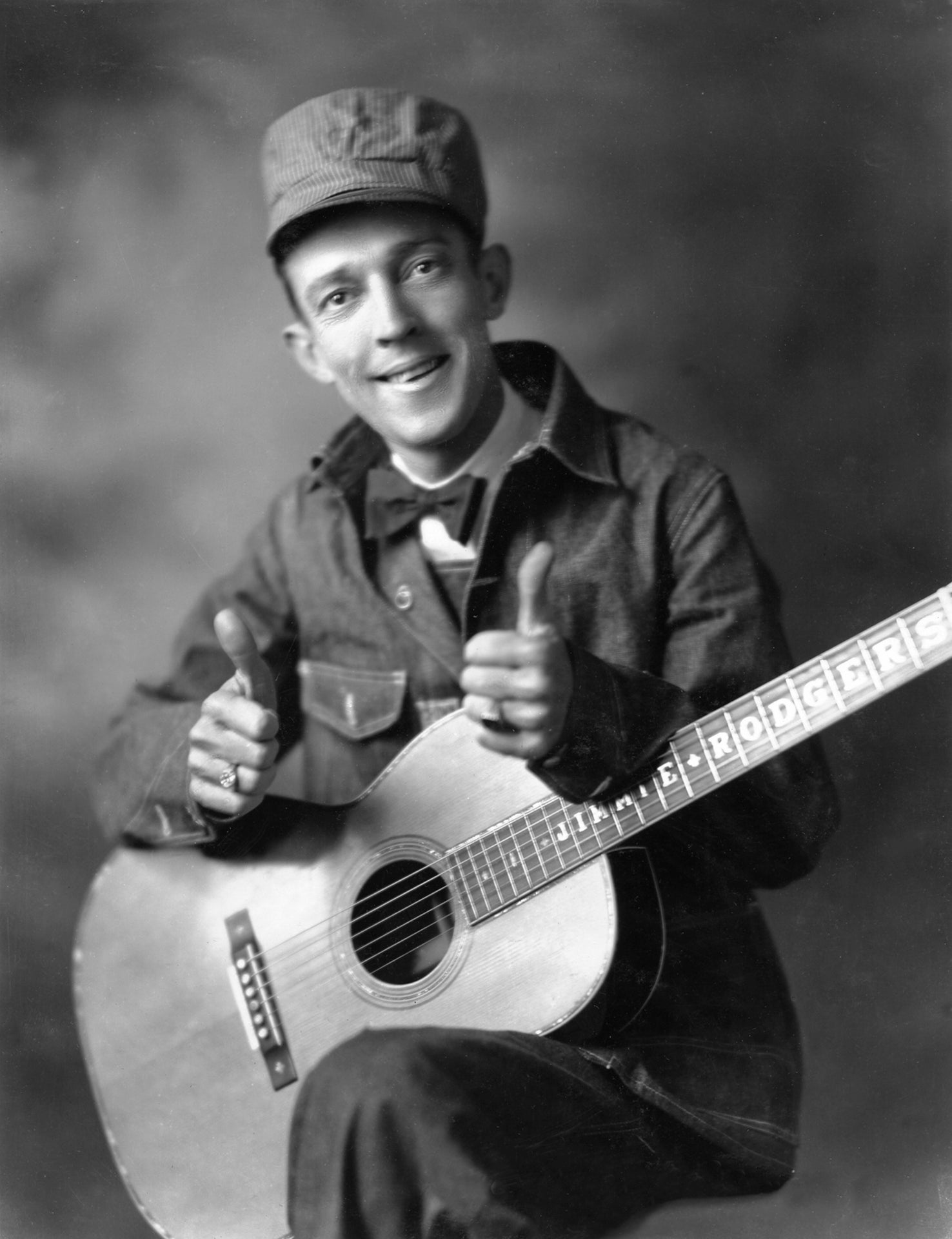

제임스 찰스 로저스(James Charles Rodgers, 1897년 9월 8일 ~ 1933년 5월 26일)는 기타를 연주하며 작사·작곡도 한 다재다능한 가수이다. 1920년대 후기부터 1930년대 초기에 걸쳐 미시시피주를 중심으로 하는 남부 민요에 새로운 기운을 일으켜 인기를 부른 C&W의 선구적인 구실을 한 사람이다. 백인의 컨트리 블루스 싱어라는 말을 들을 정도로 흑인음악적 요소가 강하며 레퍼토리도 <프랑키와 조니> 외에 흑인계의 것이 태반을 차지하였다. 스타일 면에서 살펴보면 초기에는 기타의 대사 낭송을 곁들인 연주, 중기는 딕실랜드 재즈풍을 배경으로 하여 부른 것, 말기는 현대의 컨트리 스타일과 비슷한 것이 많다. 기타를 연주하던 시기에는 데뷔곡인 우아한 슬로 왈츠 <슬리프 베이비 슬리프>, 딕시조(調) 반주가 있는 것으로는 화물차를 보금자리 삼아 각지를 방랑하는 호보의 민요를 편작(編作)한 <웨이팅 포어 어 트레인>, 프리 컨트리 앤드 웨스턴조(調)의 말기 작품으로는 <복숭아가 익을 때>, <내 마음의 어머니> 등이 있다. 모두 13번까지 있는 '블루 요델' 시리즈는 지방의 민요와 흑인 블루스 및 스위스 요델의 셋을 합성한 것으로 해석되고 있다. 하와이언조(調)의 <그리운 남쪽 해변>, <오직 하나의 장미>도 대표적 명창으로 손꼽혔다. 또한 이색작(異色作)으로는 오리지널 카터 패밀리와 공연한 4곡 <카터 패밀리를 맞아>, <카터 패밀리를 찾아>, <어째서 눈물을…>, <멋진 거리> 등을 들 수 있다.